# 土肥の女房
土肥の女房（どひのにょうぼう / どい -）は、平安時代後期 - 鎌倉時代の女性。土肥実平の妻。生年 : 不詳、没年 : 安貞2年(1228年)。

## 概要
源頼朝が伊豆で挙兵した際、土肥実平に頼朝にしたがうようにすすめ、石橋山の戦いで敗走し土肥の椙山の「しとどの窟」などに潜んでいた頼朝方に農民に変装して食糧をとどけ周囲の動静をつたえた。
土肥実平の死後、土肥の後家尼として建久6年7月13日（1195年8月19日）に頼朝と対面している。

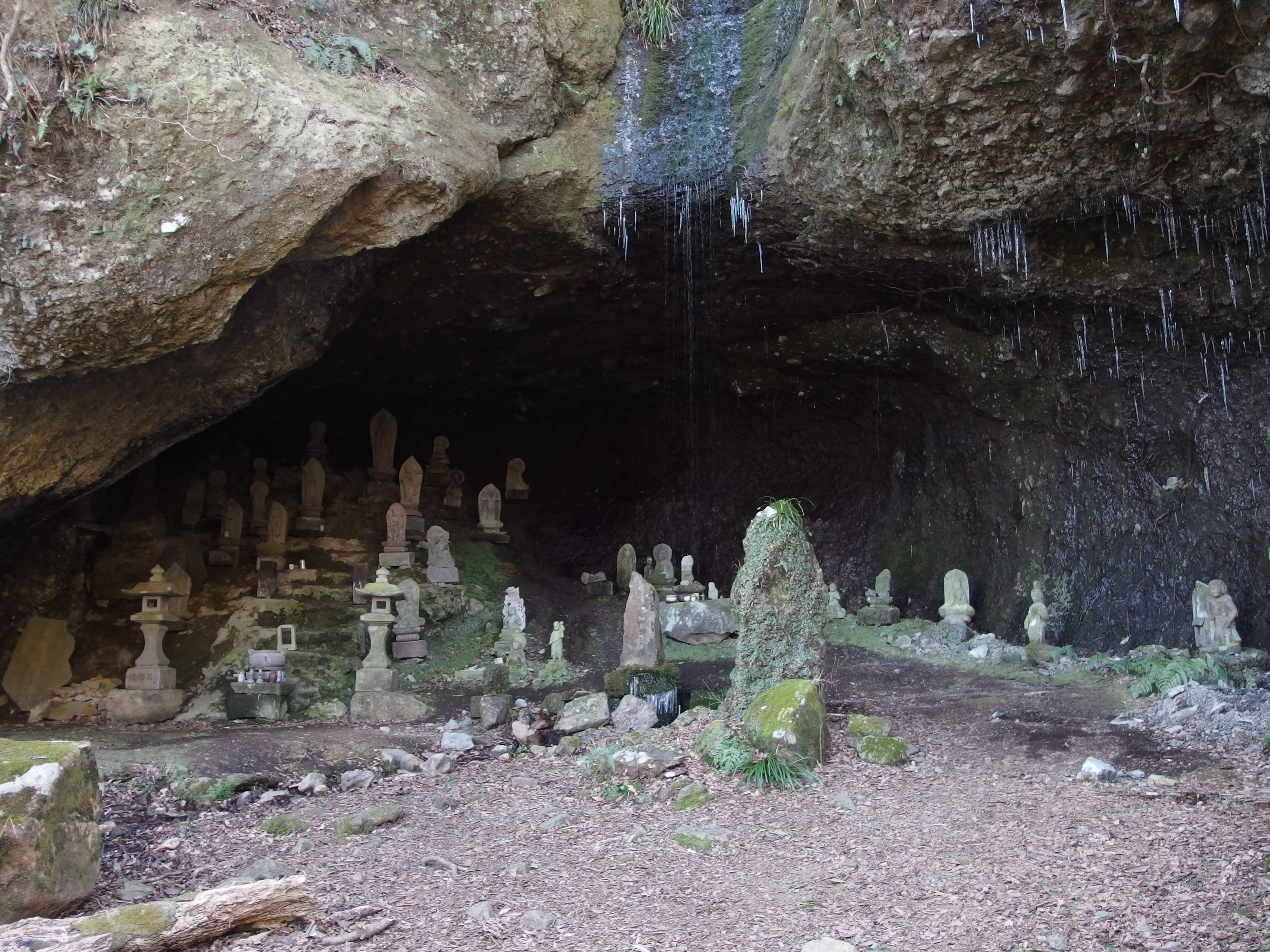
土肥の椙山の「しとどの窟」。真鶴にも「しとどの窟」跡がある

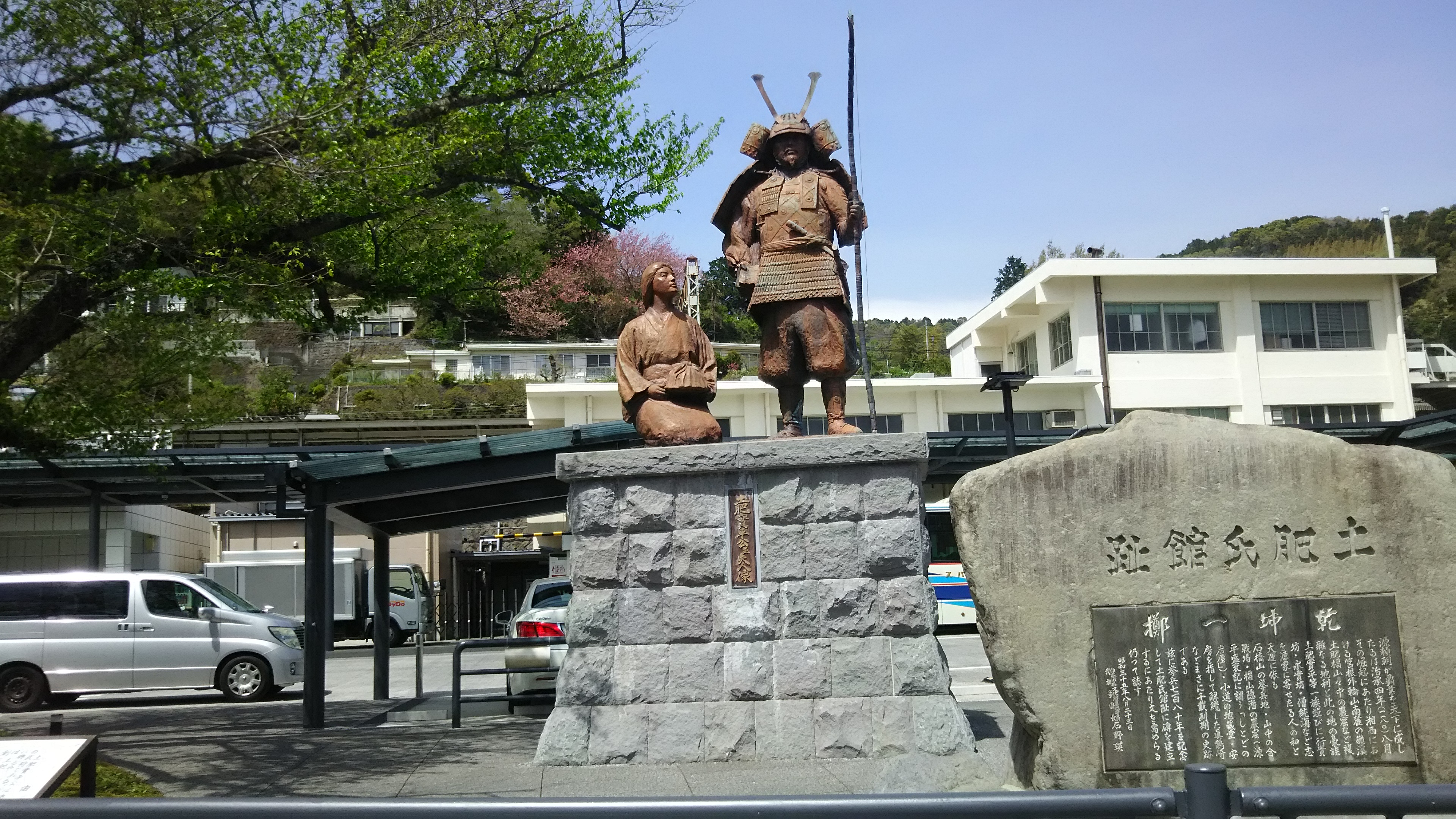
湯河原駅前の土肥實平夫妻像

源頼朝の娘であるという説がある。